# Archeanaktovci
Archeanaktovci (též Archaianaktovci) je označení starořeckého rodu vládnoucího Bosporské říši. Z historických pramenů o něm není nic známo, pouze Diodóros Sicilský v ojedinělé zmínce uvádí, že v roce 438 př. n. l. skončila na Bosporu Kimmerském 42 let trvající vláda králů, „kterým bylo dáno jméno Archaianaktovci“. Jejich nástupcem se stal Spartokos I. zakládající rod Spartokovců, nicméně okolnosti změny vlády jsou neznámé.
Původ rodu Archeanaktovců je neznámý. Někteří badatelé se domnívají, že jméno je fiktivní a vzniklo až následně pro označení dávných králů už neznámého jména z řeckého spojení αρχαιος - „starý“, „dávný“ a ανακτες - „vládci“, jiní je spojují s historicky doloženým milétským občanem, který je označen jako „syn Archeanaktův“ a který žil v době, kdy milétská výprava založila kolonii Pantikapaion, budoucí středisko Bosporské říše (dnešní Kerč).
Na charakter vlády Archeanaktovců lze usuzovat pouze nepřímo ze soudobých událostí a z archeologických pramenů. Její počátek souvisí s rokem 480 př. n. l., kdy se Skythové, posílení neúspěchem předchozí výpravy perského krále Dareia I. proti sobě, pokusili využít perského útoku na evropské Řecko a severní černomořské řecké obce takto ponechané bez pomoci zničit. Proto byly stavěny kamenné hradby osad a zejména vybudován obranný val s příkopem protínající celý Kerčský poloostrov, jehož účelem bylo chránit území proti vpádu kočovných kmenů. Val ovšem také připouštěl, aby součástí Bosporské říše bylo místní nekočovné obyvatelstvo, čímž bylo od počátku umožněno mísení obou kultur.
Vláda rodu skončila za blíže neznámých okolností roku 438 př. n. l. nástupem Spartoka I.